# Entomobrya nigriceps
Entomobrya nigriceps är en urinsektsart som beskrevs av Mills 1932. Entomobrya nigriceps ingår i släktet Entomobrya och familjen brokhoppstjärtar. Inga underarter finns listade i Catalogue of Life.